# Stanley Ellin
Pour les articles homonymes, voir Ellin.
Œuvres principales
- Le Huitième Cercle de l'Enfer
- Miroir, miroir, dis-moi

Stanley Bernard Ellin (Brooklyn, 6 octobre 1916 - Brooklyn, 31 juillet 1986) est un écrivain américain considéré comme l'un des auteurs importants de la littérature policière américaine d'après-guerre.

## Biographie
Il étudie au Brooklyn College d'où il sort en 1936 avec un diplôme en poche.  Après son mariage avec l'éditrice Jeanne Michael, il occupe divers petits métiers : instituteur, ouvrier agricole, métallurgiste. Au retour de la Seconde Guerre mondiale, où il s'était engagé dans la U.S. Army, il devient écrivain à plein temps.
Spécialiste de la nouvelle, genre qu'il a complètement rénové et porté à la quasi-perfection (son conte anthropophagique La Spécialité de la maison est un classique des anthologies anglo-saxonnes), Stanley Ellin a également écrit une dizaine de romans policiers, dont Le Huitième Cercle de l'Enfer et Miroir, miroir, dis-moi.
Il reçoit deux fois le prix Edgar-Allan-Poe de la nouvelle pour La Spécialité de la maison en 1955 et pour La Méthode Blessington en 1957 ; et une fois le prix Edgar-Allan-Poe du meilleur roman, en 1959, pour Le Huitième Cercle d l'Enfer. 
Plusieurs romans de Stanley Ellin ont été adaptés au cinéma, notamment La Grande Nuit par Joseph Losey en 1951, d'après La Peur au ventre ; et À double tour par Claude Chabrol en 1959, d'après le roman éponyme.

## Œuvre

### Romans
- Dreadful Summit (1948) Publié en français sous le titre La Peur au ventre, Paris, Gallimard, Série noire no 37, 1949 ; réédition, Paris, Gallimard, La Poche noire no 75, 1969 ; réédition, Paris, Gallimard, coll. Carré noir no 409, 1981
- The Key To Nicholas Street (1952) Publié en français sous le titre À double tour, Paris, Gallimard, Série noire no 192, 1953 ; Paris, Gallimard, coll. Carré noir no 481, 1983
- The Eighth Circle (1958) Publié en français sous le titre Le Huitième Cercle de l'Enfer, Paris, Fayard, L'Aventure criminelle no 82, 1960 ; Paris, Néo, coll. Le Miroir obscur no 14, 1980
- The Winter After This Summer (1960)
- The Panama Portrait (1962) Publié en français sous le titre La Corrida des pendus, Paris, Stock, 1963 Publié en français dans une traduction intégrale de Pierre Bondil sous le titre La Corrida des pendus, Paris, Rivages/Noir no 14, 1986
- House of Cards (1967)
- The Valentine Estate (1968) Publié en français sous le titre La Succession Valentine, Paris, Presses de la Cité, Mystère 3e série no 57, 1970 ; réédition, Paris, Presses de la Cité, Punch no 142, 1978
- The Bind (1970)
- Mirror, Mirror on the Wall (1972) Publié en français sous le titre Miroir, miroir, dis-moi, Paris, Denoël, Sueurs froides, 1974 ; réédition, Paris, Le Livre de poche no 6489, 1988
- Stronghold (1975)
- The Other Side of the Wall (1976)
- The Luxembourg Run (1977)
- Star Light Star Bright (1979)  Publié en français sous le titre Astrologie d'un meurtre, Paris, Gallimard, Série noire no 1796, 1980
- The Dark Fantastic (1983)
- Very Old Money (1985)

### Recueils de nouvelles
- Mystery Stories ou Quiet Horror (1956)
- The Blessington Method (1964)
- The Specialty of the House (1967)  Publié en français en quatre volumes sous les titres :
 Le Compagnon du fou, Paris, Librairie des Champs-Élysées, Le Masque no 1670, 1982 ;
La Puce de Beidenbauer, Paris, Librairie des Champs-Élysées, Le Masque no 1682, 1982 ; 
La Douzième Statue, Paris, Librairie des Champs-Élysées, Le Masque no 1702, 1982 ;
La Dernière Bouteille, Paris, Librairie des Champs-Élysées, Le Masque no 1729, 1983
- Kindly Dig Your Grave (1975)

### Nouvelles
- The Specialty of the House (1948) Publié en français sous le titre La Spécialité de la maison, Paris, Opta, Mystère magazine no 29, juin 1950 ; réédition dans Les Chefs-d'œuvre du crime, Paris, Planète, 1965 ; réédition dans Anthologie de la littérature policière, Paris, Ramsay, 1980 ; réédition dans une autre traduction sous le même titre dans Le Compagnon du fou, Paris, Librairie des Champs-Élysées, Le Masque no 1670, 1982
- The Cat’s Paw (1949) Publié en français sous le titre Bertrand et Raton, Paris, Opta, Mystère magazine no 34, novembre 1950 ; réédition dans une autre traduction sous le titre Pacte avec le diable dans Le Compagnon du fou, Paris, Librairie des Champs-Élysées, Le Masque no 1670, 1982
- Death on Christmas Eve (1950) Publié en français sous le titre C'était la veille de Noël, Paris, Opta, Mystère magazine no 35, décembre 1950 ; réédition, Paris, Opta, L'Anthologie du mystère, 1961 ; réédition dans une autre traduction sous le titre Morte la veille de Noël dans Le Compagnon du fou, Paris, Librairie des Champs-Élysées, Le Masque no 1670, 1982 ; réédition dans Noëls rouges, Paris, Julliard, 1989
- The Orderly World of Mr. Appleby (1950) Publié en français sous le titre Glissez mortelles, Paris, Opta, Mystère magazine no 59, décembre 1952 ; réédition dans une autre traduction sous le titre Le Monde ordonné de M. Appleby dans Le Compagnon du fou, Paris, Librairie des Champs-Élysées, Le Masque no 1670, 1982
- Fool’s Mate (1951) Publié en français sous le titre Le Compagnon du fou, dans le recueil éponyme, Paris, Librairie des Champs-Élysées, Le Masque no 1670, 1982 ; réédition dans l'anthologie Échec et Mat, Paris, Losfeld, 2004
- The Neighbor (1952)
- Runaway (1952)
- The Best of Everything (1952) Publié en français sous le titre Le Mieux en toutes choses, Paris, Opta, Mystère magazine no 72, janvier 1954 ; réédition dans une autre traduction sous le titre Le Mieux de tout dans Le Compagnon du fou, Paris, Librairie des Champs-Élysées, Le Masque no 1670, 1982
- The Fat Girl (1953)
- The Betrayers (1953) Publié en français sous le titre Les Traîtres, Paris, Opta, Mystère magazine no 87, avril 1955 ; réédition dans une autre traduction sous le même titre dans Le Compagnon du fou, Paris, Librairie des Champs-Élysées, Le Masque no 1670, 1982
- Fan Letter (1954)
- The House Party (1954) Publié en français sous le titre La Réception, Paris, Opta, Mystère magazine no 100, mai 1956 ; réédition dans une autre traduction sous le même titre dans La Puce de Beidenbauer, Paris, Librairie des Champs-Élysées, Le Masque no 1682, 1982
- The Moment of Decision (1955) Publié en français sous le titre L'Instant du choix, Paris, Opta, Mystère magazine no 113, juin 1957 ; réédition dans une autre traduction sous le titre Le Moment de décision dans Le Compagnon du fou, Paris, Librairie des Champs-Élysées, Le Masque no 1670, 1982 ; réédition dans Les Magiciens du crime, Paris, Minerve, 1990
- Broker’s Special (1956) Publié en français sous le titre Train spécial, Paris, Opta, Mystère magazine no 126, juillet 1958 ; réédition dans une autre traduction sous le titre Une arme parfaite dans La Puce de Beidenbauer, Paris, Librairie des Champs-Élysées, Le Masque no 1682, 1982 ; réédition de la première traduction dans Trains rouges, Paris, Julliard, 1990
- The Blessington Method (1956) Publié en français sous le titre La Méthode Blessington, Paris, Opta, Mystère magazine no 132, janvier 1959 ; réédition dans Les Chefs-d'œuvre du crime, Paris, Planète, 1965 ; réédition dans La Puce de Beidenbauer, Paris, Librairie des Champs-Élysées, Le Masque no 1682, 1982
- The Faith of Aaron Menefee (1957) Publié en français sous le titre Les Voies du Seigneur, Paris, Opta, Mystère magazine no 135, avril 1959 ; réédition sous le titre La Foi d'Aaron Menefee dans La Puce de Beidenbauer, Paris, Librairie des Champs-Élysées, Le Masque no 1682, 1982
- You Can’t Be a Little Girl All Your Life (1958) Publié en français sous le titre Le Viol, Paris, Opta, Mystère magazine no 149, juin 1960 ; réédition dans une autre traduction sous le même titre dans La Puce de Beidenbauer, Paris, Librairie des Champs-Élysées, Le Masque no 1682, 1982
- Unreasonable Doubt (1958) Publié en français sous le titre Le Bénéfice du doute, Paris, Opta, Mystère magazine no 144, janvier 1960 ; réédition dans une autre traduction sous le même titre dans La Puce de Beidenbauer, Paris, Librairie des Champs-Élysées, Le Masque no 1682, 1982
- Robert (1958) Publié en français sous le titre Robert dans La Puce de Beidenbauer, Paris, Librairie des Champs-Élysées, Le Masque no 1682, 1982
- The Day of the Bullet (1959) Publié en français sous le titre Le Jour du destin, Paris, Opta, Mystère magazine no 147, avril 1960 ; réédition dans une autre traduction sous le même titre dans La Puce de Beidenbauer, Paris, Librairie des Champs-Élysées, Le Masque no 1682, 1982
- Beidenbauer’s Flea (1960) Publié en français sous le titre Une puce trop savante, Paris, Opta, Mystère magazine no 157, février 1961 ; réédition dans une autre traduction sous le titre La Puce de Beidenbauer, dans le recueil éponyme, Paris, Librairie des Champs-Élysées, Le Masque no 1682, 1982
- The Seven Deadly Virtues (1960) Publié en français sous le titre Les Sept Vertus infernales, Paris, Opta, Mystère magazine no 155, décembre 1960 ; réédition dans une autre traduction sous le même titre dans La Puce de Beidenbauer, Paris, Librairie des Champs-Élysées, Le Masque no 1682, 1982
- The Nine-to-Five Man (1961) Publié en français sous le titre Un homme d'habitude, Paris, Opta, Mystère magazine no 171, avril 1962 ; réédition dans une autre traduction sous le titre Un homme bien rangé dans le recueil La Douzième Statue, Paris, Librairie des Champs-Élysées, Le Masque no 1702, 1982
- The Question (1962), aussi titré The Question My Son Asked Publié en français sous le titre De père en fils, Paris, Opta, Mystère magazine no 184, mai 1963 ; réédition dans Les Chefs-d'œuvre du crime, Paris, Planète, 1965 ; réédition dans une autre traduction sous le titre La Question dans le recueil La Douzième Statue, Paris, Librairie des Champs-Élysées, Le Masque no 1729, 1983
- The Crime of Ezechiele Coen (1963) Publié en français sous le titre Une mort inutile, Paris, Opta, Mystère magazine no 201, septembre 1964 ; réédition dans une autre traduction sous le titre Le Crime d'Ezéchiel Coen dans le recueil La Douzième Statue, Paris, Librairie des Champs-Élysées, Le Masque no 1702, 1982
- The Great Persuader (1964) Publié en français sous le titre L'Aïeule et la Méduse, Paris, Opta, Mystère magazine no 207, avril 1965 ; réédition dans une autre traduction sous le titre Un argument irrésistible dans le recueil La Douzième Statue, Paris, Librairie des Champs-Élysées, Le Masque no 1702, 1982
- The Day the Thaw Came to 127 (1965) Publié en français sous le titre Le Jour où il fit chaud, Paris, Opta, Mystère magazine no 216, janvier 1966 ; réédition dans une autre traduction sous le même titre dans le recueil La Douzième Statue, Paris, Librairie des Champs-Élysées, Le Masque no 1702, 1982
- Death of an Old-Fashioned Girl (1966) Publié en français sous le titre Mort d'une jeune femme vieux jeu dans le recueil La Douzième Statue, Paris, Librairie des Champs-Élysées, Le Masque no 1702, 1982 ; réédition dans Tableaux rouges, Julliard, 1990
- The Twelfth Statue (1967) Publié en français sous le titre La Douzième statue, Paris, Opta, Mystère magazine no 245, juin 1968 ; réédition dans une autre traduction sous le même titre dans le recueil La Douzième Statue, Paris, Librairie des Champs-Élysées, Le Masque no 1702, 1982
- The Last Bottle in the World (1968) Publié en français sous le titre Jusqu'à la lie, Paris, Opta, Mystère magazine no 266, avril 1970 ; réédition dans une autre traduction sous le titre La Dernière Bouteille dans le recueil éponyme, Paris, Librairie des Champs-Élysées, Le Masque no 1729, 1983
- Coin of the Realm (1969) Publié en français sous le titre Un touriste américain, Paris, Opta, Mystère magazine no 258, août 1969 ; réédition dans une autre traduction sous le même titre dans le recueil La Douzième Statue, Paris, Librairie des Champs-Élysées, Le Masque no 1702, 1982
- Kindly Dig Your Grave (1970) Publié en français sous le titre À vous la balle dans le recueil La Dernière Bouteille, Paris, Librairie des Champs-Élysées, Le Masque no 1729, 1983
- The Payoff (1971) Publié en français sous le titre La Rémunération dans le recueil La Dernière Bouteille, Paris, Librairie des Champs-Élysées, Le Masque no 1729, 1983
- The Other Side of the Wall (1972) Publié en français sous le titre L'Autre Côté du mur, Paris, Opta, Mystère magazine no 326, avril 1975 ; réédition dans une autre traduction sous le titre De l'autre côté du mur dans La Dernière Bouteille, Paris, Librairie des Champs-Élysées, Le Masque no 1729, 1983
- The Corruption of Officer Avakadian (1973) Publié en français sous le titre La Corruption de l'officier Avadakian, Paris, Opta, Mystère magazine no 324, février 1975 ; réédition dans une autre traduction sous le titre La Corruption d'Avadakian, officier de police, dans La Dernière Bouteille, Paris, Librairie des Champs-Élysées, Le Masque no 1729, 1983
- A Corner of Paradise (1975) Publié en français sous le titre Un coin de paradis, Paris, Opta, Mystère magazine no 343, septembre 1976 ; réédition dans une autre traduction sous le titre La Cochenille dans La Dernière Bouteille, Paris, Librairie des Champs-Élysées, Le Masque no 1729, 1983
- Generation Gap (1976) Publié en français sous le titre Le Fossé des générations dans La Dernière Bouteille, Paris, Librairie des Champs-Élysées, Le Masque no 1729, 1983
- The Family Circle (1977) Publié en français sous le titre Le Cercle de famille dans La Dernière Bouteille, Paris, Librairie des Champs-Élysées, Le Masque no 1729, 1983
- Reasons Unknown (1978) Publié en français sous le titre Sans mobile connu, Paris, NéO, Polar no 23, avril 1982 ; réédition dans une autre traduction sous le titre Pour raisons inconnues dans La Dernière Bouteille, Paris, Librairie des Champs-Élysées, Le Masque no 1729, 1983
- The Ledbetter Syndrome (1979)
- Just Desserts (1980)
- Graffiti (1983)
- Mrs. Mouse (1983) Publié en français sous le titre Mrs Mouse, Paris, Revue Association 813 no 61, décembre 1997
- Unacceptable Procedures (1985)

## Prix et distinctions
- 1955 : Prix Edgar-Allan-Poe de la meilleure nouvelle pour The House Party[1]                 .
- 1957 : Prix Edgar-Allan-Poe de la meilleure nouvelle pour The Blessington Method[1].
- 1959 : Prix Edgar-Allan-Poe du meilleur roman pour Le Huitième Cercle de l'Enfer[1].
- 1974 : Grand Prix de littérature policière du meilleur roman étranger 1974 pour Miroir, miroir, dis-moi[2].
- Grand Master Award 1981[1].

## Sources
- Jacques Baudou et Jean-Jacques Schleret, Le Vrai Visage du Masque, vol. 1, Paris, Futuropolis, 1984, 476 p. (OCLC 311506692), p. 121-123.
- Claude Mesplède et Jean-Jacques Schleret, SN, voyage au bout de la Noire : inventaire de 732 auteurs et de leurs œuvres publiés en séries Noire et Blème : suivi d'une filmographie complète, Paris, Futuropolis, 1982, 476 p. (OCLC 11972030), p. 363-364.
- Claude Mesplède (dir.), Dictionnaire des littératures policières, vol. 1 : A - I, Nantes, Joseph K, coll. « Temps noir », 2007, 1054 p. (ISBN 978-2-910-68644-4, OCLC 315873251), p. 663-664.